# Allan Loughead
Allan Haines Loughead (Lockheed) född 20 januari 1889 i Niles (numera stadsdel i Fremont), Kalifornien död 26 maj 1969 i Tucson, var en amerikansk affärsman, flygare, flygplanskonstruktör.

## Barndom
När hans föräldrar John och Flora Loughead separerade flyttade han med sin mamma och syskon till Santa Barbara. Senare flyttade familjen till ett jordbruk utanför Alma i Kalifornien där bröderna Loughead såg professor John J. Montgomery genomföra sina experiment med glidflygplan.
Halvbrodern Victor som var mycket intresserad av bilar och flygplan flyttade från familjen till Chicago, där han kom i kontakt med bilhandlaren James E. Plew medan Allan lämnade hemmet 1906 för ett jobb som mekaniker med en lön på 6 dollar i veckan. När flygningen slog igenom 1910 drabbades även Allan av flygfebern.

## Mekanikern blir pilot
Victor övertalade Plew att inskaffa rättigheterna för Montgomerys glidflygplan samt att köpa ett av Curtiss dubbeldäckade flygplan med skjutande propeller. Som mekaniker anställdes Allan. Första flygningen för Allan skedde 1910 i Chicago när han och George Gates flög ett hembyggt flygplan, Allan kontrollerade skevningen medan Gates kontrollerade höjdroder och sidroder. Plew, som fått sitt Curtiss-flygplan levererat, kunde inte få upp det i luften, trots att han anlitat två utbildade piloter. Allan slog då vad om ett 20 dollars guldmynt att han kunde få flygplanet att lätta. Vid sitt andra försök, utan någon flygutbildning, lyckades han få flygplanet att lyfta från marken. Plew drog sig bort från flygverksamheten efter att två av hans flygplan havererat och en flygelev dödats.

## Flyglärare, uppvisningspilot och flygplanskonstruktör
Loughead fick då anställning som flyglärare vid International Aeroplane Manufacturing Company i Chicago, men han deltog även som uppvisningsflygare mot 25 procent av publikintäkterna. I samband med en flyguppvisning i Hoopeston Illinois fastnade hans regntyngda flygplan i en telefonledning vid starten. Han bestämde sig då för att konstruera ett bättre flygplan på egen hand. Han flyttade tillbaka till San Francisco 1912 för att arbeta som bilmekaniker. Tillsammans med brodern Malcolm byggde han tre sjöflygplan som man flög med från San Franciscobukten. Då de hela tiden drogs med ekonomiska problem lyckades de övertala Max Mamlock, som drev Alco Cab Company, att investera 4 000 dollar i flygplansutvecklingen. Efter 18 månader var deras Loughead Model G klar och den döptes till ALCO NO. 1. Loughead genomförde en lyckad provflygning från Golden Gate till San Franciscobukten med flygbåten.

## Flygbolag och flygplanstillverkning
Model G var den första flygfarkost som bar Lougheads namn, och den var konstruktionsmässigt långt före andra flygbåtar vid tidpunkten. Mamlock tappade snart intresset för flygning och flygbåten ställdes åt sidan. Om bröderna Loughead ville ha den åter kunde de köpa den för 4 000 dollar. Bröderna som saknade pengar for ut för att leta guld i Kaliforniens ödemark. Trots två års letande hittade de inte så mycket att det räckte till ett återköp. Efter att de träffat Paul Meyer lyckades de med hans ekonomiska stöd återköpa flygbåten för att starta flygbolaget Panama-Pacific International Exposition i San Francisco 1915. På fem månader transporterade de 600 betalande passagerare. Under våren 1916 flyttade de verksamheten till Santa Barbara där de förutom passagerarflygning även flög taxiflyg och anlitades av filmbolag för luftfotografering.  
Samma år grundade bröderna företaget Loughead Aircraft Manufacturing Company i Santa Barbara för att bygga en stor tvåmotorig flygbåt med plats för 10 passagerare vilken var tänkt att användas i deras rundflygverksamhet. Som tillverkningslokal hyrde de en mindre garagebyggnad, och när ryktet spred sig i Santa Barbara om brödernas nya konstruktion blev John K. "Jack" Northrop nyfiken och for dit för att titta. Northrop som var duktig i matematik och teckning ombads att göra hållfasthetsberäkningar och svara för ritningarna av den nya Loughead F-1.
När USA gick med i första världskriget 1917 reste Allan Loughead till Washington för att förmå den amerikanska staten att köpa ett stort antal F-1. Men US Navy avvisade hans erbjudande med att de bara köpte beprövade modeller. Han fick däremot ett kontrakt på licenstillverkning av två Curtissflygbåtar samt ett löfte om att marinen skulle prova hans F-1.
F-1 blev färdig under våren 1918 och tillsammans med tre besättningsmedlemmar flög han flygplanet från Santa Barbara till San Diego i april på rekordtiden 181 minuter. Efter att US Navy genomfört sina testflygningar returnerades flygplanet till Loughead Aircraft där det modifierades till ett landflygplan. Med modifieringen hoppades bröderna Loughead att US Army skulle vara intresserat av flygplanet som ett långdistansbombplan och transportflygplan men kriget tog slut innan modifieringen var klar. För att visa flygplanets kapacitet som bombplan genomförde man en flygning från Santa Barbara till Washington. Flygplanet flögs av Orvar "Swede" Meyerhoffer med Aaron R. Ferneau som co-pilot och Leo G. Flint som mekaniker. 
Man startade från Santa Barbara 23 november. Strax utanför Tacna i Arizona dog den ena motorn och Meyerhoffer tvingades nödlanda på en slät markyta. Ferneau fick laga motorn på plats medan Meyerhoffer och Ferneau tog ett tåg till Yuma för att få sporrstället reparerat. När flygplanet var lagat startade man från platsen och landade i Gila Bend Arizona för att tanka bränsle. Vid andra startförsöket från Gila Bend dog ena motorn och flygplanet havererade med nosen mot marken.  

## Sightseeingflygning och uppdrag för filmbolag
När Loughead Aircraft var färdigt med de två licenstillverkade Curtissflygbåtarna HS-2L för US Navy på våren 1919, reparerade de och modifierade tillbaka det havererade flygplanet till en flygbåt igen. Det användes för sightseeingflygningar och bland de mer berömda passagerarna märks Kung Albert och Drottning Elizabeth av Belgien. De blev så överväldiga av flygningen till Santa Cruz Island att de förärade Allan och Malcolm med den belgiska orden Golden Crown. Den ekonomiska ställningen lättade för bröderna Loughead allt eftersom passagerarantalet ökade och dessutom betalade filmbolagen 50 dollar i timmen när man använde flygbåten. För att garantera att den var tillgänglig betalade man även 50 dollar i timmen när den stod och väntade på uppdrag. 

## Loughead Aircraft tvingas stänga sin verksamhet
1919 konstruerade Loughead Aircraft det lilla ensitsiga dubbeldäckade sportflygplanet S-1 Sport Biplane. Flygplanet var tillverkat i ett monococskal av plywood, med dukklädda vingar. En patentansökan lämnades in som bar Lougheads, Northrop och Tony Stadlmans namn. Flygplanet bar på många nya konstruktionslösningar; vingarna var vikbara bakåt för att minska hangarytan, det undre vingparet kunde roteras och fungera som luftbroms och priset sattes till 2 500 dollar. Flygplanet ställdes ut på flygmässan i San Francisco och tusentals åskådare visade intresse för flygplanet, men inte en enda försäljningsorder nådde Loughead Aircraft. Det visade sig att krigsmaktens utförsäljning av överskottsflygplan från första världskriget förlamade hela flygplansmarknaden. På grund av uteblivna order tvingades Loughead Aircraft stänga sin verksamhet 1920 och bolaget likviderades 1921.

## The Thrill Of Avalon
Malcolm som tidigare uppfunnit ett hydrauliskt bromssystem för bilar lämnade företaget för att starta företaget Lockheed Hydraulic Brake Company 1919 för att marknadsföra sitt system. Efter att han flyttat till Detroit lyckades han sälja in bromssystemet till Walter Chrysler 1924 som redan samma år introducerade bromsarna i sina bilar.
Under sommaren 1922 erbjöd Allan ett ovanligt transportsätt vid Catalina Island, han sålde resor med farkosten The Thrill Of Avalon, som bestod av en personbil monterad på två flygplansflottörer. Farkosten drevs av en flygplansmotor med skjutande propeller. Eftersom farkosten orsakade mycket buller och färden periodvis var gropig minskade passagerarantalet och efter ett år upphörde verksamheten. I slutet av året slog sig Allan in på marknaden som fastighetsmäklare i Hollywood och återförsäljare av Lockheed Hydraulic Brakes bromssystem i Kalifornien.

## Lockheed Aircraft Corporation bildas
Så fort möjlighet gavs diskuterade han nya flygplansprojekt med Jack Northrop. De kom fram till att det var brist på snabba monoflygplan med plats för några passagerare och som var lämpliga för privatpersoner och mindre flyglinjer. Northrop som 1926 var anställd vid Douglas Company skissade på sin fritid hemma på ett flygplan som baserades på deras patenterade metod med en kropp i en monocockonstruktion. Flygplanet fick en strömlinjeform med plats för fyra passagerare och en pilot. Som kraftkälla tänkte man sig en nykonstruerad Wright Whirlwind motor. Det enda man inte kunde enas om var vingutformningen, Northrop skissade på en fribärande vinge som skulle minska luftmotståndet, medan Allan ansåg att vingen borde bäras upp av stöttor och vajrar för att de tänkta kunderna skulle se att vingen bars upp ordentligt. I slutändan segrade Northrops idé.
Allan Loughead och Northrop behövde nu starta ett bolag för tillverkningen av sitt flygplan, och via Allans revisor Kenneth Jay blev de presenterade för Fred S. Keeler som var en framgångsrik företagare inom keramikindustrin. Efter att han granskat deras affärsidé kunde han tänka sig att finansiera bolaget med 22 500 dollar om Allan kunde satsa 2 500 dollar. Resultatet blev att Keeler, Northrop, Stadlman och Allan i december 1926 bildade företaget Lockheed Aircraft Corporation med Keeler som styrelseordförande och Allan som verkställande direktör. Northrop blev chefskonstruktör och Stadlman fabrikschef. Man hyrde i januari 1927 ett garage i Hollywood där man inledde produktionen. Allan som fortsatte sitt arbete som mäklare kom till garaget varje eftermiddag för att hjälpa till med arbetet. Den första tiden arbetade man med form- och jigg-tillverkning för det nykonstruerade flygplanet. När dessa arbeten var utförda var redan 17 500 dollar investerade i projektet Vega.

## Flygintresset ökar
Tidpunkten för lanseringen av flygplanet var exakt rätt vald, flygintresset i landet ökade i och med Charles Lindberghs lyckade flygning mellan New York och Paris. När sedan James Dole satte upp ett pris på 25 000 dollar för den första flygningen mellan Nordamerika och Hawaii köpte George Hearst en Vega för 12 500 dollar. Samtidigt beställde han en flottörförsedd Vega som skulle användas vid en rekordflygning till Australien. Flygplanet såldes med stor förlust men man räknade med att den reklam flygningen skulle ge kompenserade förlusten. Senare kom en Vega att användas av Carl Ben Eielson och George Hubert Wilkins vid en flygning runt Arktis och Antarktis. Under flygningen namngav Wilkins en nyupptäckt bergstopp till Lockheed Mountain. 
Wilkins flygningar i polartrakterna innebar att beställningarna strömmade in, företaget tvingades flytta in i större lokaler i Burbank i Kalifornien 1928. När man från en kund fick en order på 20 Vegaflygplan värd 250 000 dollar, var det den största privata flygplansbeställningen i flyghistorien.

## Börskrasch och konkurs
I mitten på 1928 lämnade Northrop bolaget för att starta ett eget företag. Han var missnöjd med att Allan ville fortsätta att tillverka flygplan av trä och duk, medan han ansåg att framtidens material var metall. Samtidigt som Northrop lämnade företaget började holdingbolaget Detroit Aircraft Corporation att köpa upp aktier i flygplanstillverkande företag och i mitten av 1929 erbjöd man marknaden inlösen av Lockheedaktier mot sina egna. Allan som inte trivdes under den nya ledningen lämnade posten som ordförande och verkställande direktör 3 juni 1929, och samtidigt sålde han sina Detroit Aircraft-aktier för 23 dollar styck. När sedan börskraschen kom i oktober 1929 såldes de för 12,5 cent styck. Företaget drog sig fram på den minskade marknaden fram till 1932 då man begärde sig i konkurs.

## Bolaget Lockheed Brothers Aircraft Corporation bildas
Allan kunde inte lämna flygindustrin,  och under 1930 bildade han bolaget Lockheed Brothers Aircraft Corporation i Glendale Kalifornien. Där konstruerade han experimentflygplanet Olympia Duo-four, och han genomförde själv test- och demonstrationsflygningarna med flygplanet. 1934 ändrade han stavningen på sitt namn till Lockheed, som var den fonetiska stavningen av hans namn. Under 1937 bildade han företaget Alcor Aircraft Corporation i San Francisco där han konstruerade flygplanet Alcor C-6-1 Junior Transport. Tyvärr havererade flygplanet under testflygningen över San Francisco Bay och företaget tvingades upphöra med sin verksamhet. Under andra världskriget var han verkställande direktör i företag som tillverkade flygplansdelar i Grand Rapids, Michigan till flottans jaktflygplan.
Efter kriget återupptog han sitt arbete som fastighetsmäklare i Kalifornien, och samtidigt fungerade han som konsult åt flygindustrin. 1961 flyttade han till Tucson Arizona där han försökte leva ett tillbakadraget pensionärsliv.